# Arachnopathes ericoides
Arachnopathes ericoides är en korallart som först beskrevs av Peter Simon Pallas 1766.  Arachnopathes ericoides ingår i släktet Arachnopathes och familjen Antipathidae. Inga underarter finns listade i Catalogue of Life.